# Damien Da Silva
Damien Da Silva (Talence, 17 maggio 1988) è un calciatore francese, difensore del Macarthur.

## Carriera

### Club
Il 26 maggio 2021 diventa un nuovo giocatore dell'Olympique Lione.

### Nazionale
Ha giocato nella nazionale francese Under-19.

## Palmarès

### Competizioni nazionali
- Coppa di Francia: 1

Rennes: 2018-2019